# Red Girl Records
Red Girl Records je nezávislé hudební vydavatelství založené zpěvačkou, skladatelkou a producentkou Melanie C v roce 2004, kdy ještě spolupracovala s labelem Virgin Records. Sídlo má v Londýně.

## Vydané hudební nahrávky

### Umělci
- Melanie C

### Studiová alba
- 2005: Beautiful Intentions
- 2007: This Time
- 2011: The Sea

### Singly
- 2005: „Next Best Superstar“
- 2005: „Better Alone“
- 2005: „First Day of My Life“
- 2007: „The Moment You Believe“
- 2007: „I Want Candy“
- 2007: „Carolyna“
- 2007: „This Time“
- 2008: „Understand“
- 2011: „Rock Me“

### DVD
- 2006: Live Hits
- 2009: Live at the Hard Rock Cafe

## Distributoři
Nahrávky vydavatelství jsou ve světě šířeny mezinárodními distributory, kteří disponují exkluzivními právy.
- Brazílie – Lab 344
- Austrálie a Nový Zéland – Big Music/Rajon
- Švédsko – Bonnier/Cosmos Music
- Singapur – EQ Music
- Japan – Daiki Sound
- Thajsko – Hitman Records
- Španělsko – Blanco Y Negro
- Itálie – Planet Records
- Polsko – Magic Records
- Rusko – Megaliner Records
- Jihoafrická republika – David Gresham Records
- Nizozemsko – PIAS Recordings
- Francie – Warner Music
- Německo – Warner Music
- Rakousko – Warner Music
- Švýcarsko – Warner Music
- Kanada – Warner Music
- Malajsie – Suria Records
- Malajsie – FMC Music
- Indonésie – Trinity Optima Production
- Indonésie – Aquarius Musikindo
- Indonésie – Musica Studio's